# Melmmoor/Kuhdammoor
Das Melmmoor/Kuhdammoor ist ein Naturschutzgebiet in den niedersächsischen Gemeinden Esterwegen und Bockhorst in der Samtgemeinde Nordhümmling im Landkreis Emsland.
Das Naturschutzgebiet mit dem Kennzeichen NSG WE 212 ist rund 1280 Hektar groß. Es ist vollständig Bestandteil des EU-Vogelschutzgebietes „Esterweger Dose“. Im Westen grenzt es direkt an das Naturschutzgebiet „Leegmoor“. Nördlich des Küstenkanals schließt sich das Naturschutzgebiet „Esterweger Dose“ an. Das Gebiet steht seit dem 10. Juli 1992 unter Naturschutz. Zuständige untere Naturschutzbehörde ist der Landkreis Emsland.
Das aus vier Teilen bestehende Naturschutzgebiet liegt südlich des Küstenkanals bei Esterwegen. Im Naturschutzgebiet, einem ehemaligen Hochmoorgebiet, sind neben Grünland und Brachflächen auch wiedervernässte Moorflächen zu finden. Teile des Naturschutzgebietes werden forst- und landwirtschaftlich genutzt. Nördlich von Esterwegen befindet sich in einer wiedervernässten Moorfläche ein Moorerlebnispfad. Entlang des Weges werden an Erlebnisstationen und Informationstafeln Erläuterungen zum Thema Moor gegeben. Die Fahrradroute um die „Esterweger Dose“ führt auch durch das Naturschutzgebiet „Melmmoor/Kuhdammoor“.
Das Naturschutzgebiet grenzt im Norden teilweise an den Küstenkanal. Der westliche Teil des Naturschutzgebietes grenzt im Norden teilweise an die Bundesstraße 401. Nordwestlich von Esterwegen wird es von der Landesstraße 30 durchschnitten. Der östliche Teil des Naturschutzgebietes grenzt an die Kreisstraßen 116 und 150.